# If You Can Dream
 (août 2017).
If You Can Dream (Dans votre rêve) est la première chanson initialement écrite et enregistrée spécialement pour la franchise médiatique Princesses Disney. 
Elle a été écrite, produite, et organisée par Robbie Buchanan et Jay Landers. Celle-ci fut pour la première fois publiée sur l'album Disney Princess: The Ultimate Song Collection.

## Description
Cette chanson est chantée depuis le point de vue des huit premières Princesses Disney officielles (seulement sept la chantent, à l'exception de Blanche Neige, qui est seulement présente dans la vidéo). Elle a figuré sur plusieurs CD de musique Disney, et son clip musical est présent sur presque tous les DVD Princesses Disney, à la fois comme un extra ou un Sing-Along[Quoi ?], et a été diffusée plusieurs fois sur Disney Channel, C'est également l'une des chansons de Magenta 2004. À ce jour[Quand ?] la chanson se joue encore sur le site web officiel Princesses Disney.
La chanson a été reprise par l'adolescente chanteuse de country Ashley Gearing, et dans une version raccourcie et modifiée, réalisée par un différent panel de chanteurs, présentée dans l'actuel show Disney on Ice Princess Wishes en tant que final du spectacle.
Celle-ci prend également part dans le spectacle nocturne célébrant le 25e Anniversaire de Disneyland Paris – intitulé Disney Illuminations – et fait office d'épilogue.

## Chanteurs
- Susan Stevens Logan en tant que Blanche Neige et Cendrillon
- Christie Hauser en tant que Princesse Aurore
- Jodi Benson en tant que Ariel
- Paige O'Hara en tant que Belle
- Judy Kuhn en tant que Pocahontas
- Lea Salonga en tant que Jasmine et Mulan

## Détails de la chanson
Un des aspects de la chanson est que quasi-toutes, sauf trois, des interprètes originales de la chanson reprennent leur rôle de chant. Sans grande surprise, à cause de l'ancienneté du film, Adriana Caselotti, Ilene Woods et Mary Costa ne reprennent pas leurs rôles respectifs en tant que Blanche-Neige, Cendrillon et Princesse Aurore. Lea Salonga, qui a été l'interprète vocale de Jasmine dans Aladdin et Mulan dans Mulan reprend ses deux rôles dans cette chanson.
Chaque princesse chante des paroles en référence à leur propre histoire. Par exemple, l'une des paroles de Blanche-Neige est « Someday my prince will come, it's certain as the sunrise » (« Un jour mon prince viendra, attends juste et tu verras »), l'une des paroles de Cendrillon est « One day the slipper fits, then you see the love in his eyes » (« Votre prince vous soutiendra, il fera tout ce qui vous plairas »), l'une de celles de Belle est « So the story goes, never die the rose » (« Lorsque tu dormais, la rose ne meurt jamais »), la phrase la plus reprise de Pocahontas est ainsi « The colors of the wind will lead my heart right back to you » (« L'air du vent ramènera mon cœur vers toi »), celle de Jasmine est « There's a whole new world waiting there for us » (« Tu peux me suivre dans un rêve bleu »), et la phrase la plus reprise de Mulan est « Reflections in a diamond sky come shining on through » (« Les réflexions de votre famille sont à vos côtés »), même si le reste des princesses chantent avec elle ; et finalement Ariel et Aurore ont la même phrase la plus reprise : « Romance will always be so new and love will save the day » (« La romance trouve les vérités avec les contrefous »).
Dans le show Disney on Ice Princess Wishes, la phrase « The colors of the wind will lead my heart right back to you » est transformée en « The music of the wind will lead my heart right back to you » (« Les musiques du vent guideront mon cœur vers le tien ») puisque Pocahontas est absente du spectacle. Le spectacle change également les paroles « So the story goes/Never die the rose » en « Once upon a dream/Wish and it will seem » (« Il était un rêve / fait un souhait et il se réalisera »). Alors que ces paroles étaient initialement chantées par Belle, la plupart sont données à Aurore pour qu'elle puisse avoir son propre solo.

## Clip musical
Le clip musical de la chanson consiste en un montage réorganisé à partir des films dont les Princesses viennent initialement (jusque 2004); incluant Blanche-Neige et les Sept Nains, Cendrillon, La Belle au Bois dormant, La Petite Sirène, La Belle et la Bête, Aladdin, Pocahontas et Mulan.
Le film est édité par Industrial Light & Magic, ayant pour but de faire coïncider les mouvements des lèvres des princesses (lipsync) avec leurs paroles respectives.